# Гоуп (Айдахо)
Гоуп (англ. Hope) — місто в окрузі Боннер, штат Айдахо, США. Згідно з переписом 2010 року населення становило 86 осіб, що на 7 осіб більше, ніж 2000 року.

## Географія
Гоуп розташований за координатами 48°14′59″ пн. ш. 116°18′17″ зх. д. / 48.24972° пн. ш. 116.30472° зх. д. (48.249830, -116.304783).  За даними Бюро перепису населення США в 2010 році місто мало площу 1,33 км², з яких 1,21 км² — суходіл та 0,12 км² — водойми. В 2017 році площа становила 1,22 км², з яких 1,19 км² — суходіл та 0,03 км² — водойми.

## Демографія

### Перепис 2010 року
Згідно з переписом 2010 року, у місті проживало 86 осіб у 34 домогосподарствах у складі 26 родин. Густота населення становила 70,7 особи/км². Було 59 помешкань, середня густота яких становила 48,5/км². Расовий склад міста: 98,8% білих і 1,2% інших рас.
Із 34 домогосподарств 35,3% мали дітей віком до 18 років, які жили з батьками; 61,8% були подружжями, які жили разом; 8,8% мали господиню без чоловіка; 5,9% мали господаря без дружини і 23,5% не були родинами. 20,6% домогосподарств складалися з однієї особи, у тому числі 2,9% віком 65 і більше років. У середньому на домогосподарство припадало 2,53 мешканця, а середній розмір родини становив 2,77 особи.
Середній вік жителів міста становив 47 років. Із них 22,1% були віком до 18 років; 12,8% — від 18 до 24; 13,9% від 25 до 44; 38,3% від 45 до 64 і 12,8% — 65 років або старші. Статевий склад населення: 51,2% — чоловіки і 48,8% — жінки.
Середній дохід на одне домашнє господарство  становив 69 218 доларів США (медіана — 56 250), а середній дохід на одну сім'ю — 75 472 долари (медіана — 60 833). За межею бідності перебувало 0,0 % осіб, у тому числі 0,0 % дітей у віці до 18 років та 0,0 % осіб у віці 65 років та старших.
Цивільне працевлаштоване населення становило 21 осіб. Основні галузі зайнятості: освіта, охорона здоров'я та соціальна допомога — 28,6 %, будівництво — 23,8 %, виробництво — 19,0 %.

### Перепис 2000 року
Згідно з переписом 2000 року, у місті проживало 79 осіб у 34 домогосподарствах у складі 24 родин. Густота населення становила 76,3 особи/км². Було 57 помешкання, середня густота яких становила 55,0/км². Расовий склад міста: 100,00% білих.
Із 34 домогосподарств 29,4% мали дітей віком до 18 років, які жили з батьками; 64,7% були подружжями, які жили разом; 2,9% мали господиню без чоловіка, і 29,4% не були родинами. 23,5% домогосподарств складалися з однієї особи, у тому числі 8,8% віком 65 і більше років. У середньому на домогосподарство припадало 2,32 мешканця, а середній розмір родини становив 2,75 особи.
Віковий склад населення: 21,5% віком до 18 років, 7,6% від 18 до 24, 22,8% від 25 до 44, 36,7% від 45 до 64 і 11,4% років і старші. Середній вік жителів — 44 роки. Статевий склад населення: 49,4 % — чоловіки і 50,6 % — жінки.
Середній дохід домогосподарств у місті становив US$24 500, родин — $26 875. Середній дохід чоловіків становив $50 833 проти $31 250 у жінок. Дохід на душу населення в місті був $19 468. There were no families and 5,1% населення перебували за межею бідності, включаючи жодного віком до 18 років і жодного від 65 і старших.